# سیستم عامل آستروید
سیستم عامل آستروید یک سیستم عامل متن باز است که برای ساعت‌های هوشمند طراحی شده‌است. این سیستم عامل می‌تواند جایگزین برنامه برخی از دستگاه‌های اندروید پوشیدنی باشد. شعار پروژه سیستم عامل آستروید «مچ دست خود را هک کنید» است.

## معماری نرم‌افزار
آستروید مانند توزیع لینوکس با OpenEmbedded ساخته شده‌است. این برنامه بر روی هسته لینوکس و سرپیس منجر systemd کار می‌کند. آستروید همچنین میان‌افزار لینوکس‌های مختلف تلفن همراه که برای مر (Mer) و نمو (Nemo Mobile) توسعه داده شده‌اند را شامل می‌شود. Lipstick و MCE.
رابط کاربری کاملاً با فریمورک کیوت۵ نوشته شده‌است. برنامه‌های کاربردی در کیوام‌ال با اجزای گرافیکی از کیوت کوییک و کیوام‌ال-آستروید کدگذاری شده‌اند. برای توسعه آسان‌تر، یک کیت توسعه با سانده کیوت همگام‌سازی شده‌است.
لانچر آستروید یک نمایشگر ویلند و صفحه اصلی قابل تنظیم برنامه‌های کاربردی، صفحه‌های ساعت، اعلان‌ها و تنظیمات سریع است. لانچر آستروید بر روی libhybris اجرا می‌شود تا از درایورهای GPU Bionic استفاده کند.
آستروید قابلیت همگام سازی بلوتوث کم مصرف را ارائه می‌دهد. یک سرویس گیرنده مرجع به نام آستروید سینک برای کاربران اندروید در دسترس است.

## برنامه‌های سازگار شده
از نسخه ۱٫۰، برنامه‌های زیر به صورت پیش فرض در سیستم عامل آستروید از پیش نصب شده‌اند:
- تقویم: قابلیت‌های ساده برنامه‌ریزی رویداد را ارائه می‌دهد
- ساعت زنگ دار: باعث زنگ ساعت در ساعت مشخصی از روز می‌شود
- ماشین حساب: برای انجام محاسبات ریاضی استفاده می‌شود
- پخش کننده موسیقی: پخش کننده موسیقی دستگاه همگام‌شده را کنترل می‌کند
- تنظیمات: زمان، تاریخ، زبان، بلوتوث، روشنایی، تصاویر پس زمینه، ساعت‌های مچی و USB را پیکربندی می‌کند
- کرونومتر: زمان را اندازه‌گیری می‌کند
- تایمر: یک بازه زمانی مشخص را شمارش می‌کند
- آب و هوا: پیش‌بینی آب و هوا را برای پنج روز ارائه می‌دهد
- سیستم عامل سلفیش
- کیوت (نرم‌افزار)